# Båken
Der Båken (norwegisch für Bake) ist ein isolierter Nunatak an der Prinzessin-Martha-Küste des ostantarktischen Königin-Maud-Lands. Er überragt den nördlichen Tal der Landspitze Båkeneset, des nördlichen Ausläufers des Ahlmannryggen.
Norwegische Kartografen kartierten ihn anhand von Luftaufnahmen und Vermessungen der Norwegisch-Britisch-Schwedischen Antarktisexpedition (1949–1952) und gaben ihm seinen deskriptiven Namen.